# Martim Correia de Sá
Martim Correia de Sá (Rio de Janeiro, ? 1575 — 10 de agosto de 1632), fidalgo da Casa Real e comendador da Ordem de Cristo (1602), foi um explorador do Brasil Colonial. Foi o primeiro carioca a governar a Capitania Real do Rio de Janeiro.

## Origem e juventude
Era filho de Salvador Correia de Sá, nascido em 1540, dito posteriormente o Velho, primeiro capitão-mor do Rio de Janeiro, e de Vitória da Costa, nascida em 1545. Outros historiadores o fazem filho da terceira esposa, D. Inês de Sousa. 
Dedicou-se à política, sendo governador do Rio de Janeiro em dois períodos: 1602 a 1608 e 1623 a 1632.   
Acompanhou o pai em algumas viagens de exploração e busca de índios para o cativeiro, chefiou ele mesmo algumas expedições. 
Em 1594, ele e o seu meio-irmão Gonçalo Correia de Sá e fizeram petição ao pai, o Governador Salvador Correia de Sá, para que lhes concedesse as sesmarias de Jacarepaguá, alegando que, passados quase 30 anos, os antigos sesmeeiros não haviam tomado posse. 
Julião Rangel, amigo do governador e principal auxiliar da longa administração de Salvador Correia, achou justa a pretensão e o administrador da cidade outorgou as terras aos filhos.  A carta da sesmaria foi passada a 9 de setembro de 1594 pelo tabelião da cidade. Em 26 de maio de 1597, foi confirmada pelo rei Filipe II. 
Os irmãos dividiram a região: a parte de Martin de Sá, compreendeu as terras desde a Barra da Tijuca, passando por Jacarepaguá, Gardênia Azul, Anil, Freguesia, Taquara e Campinho, próximo ao antigo local denominado Sapopemba;  A parte de Gonçalo de Sá, começava na Colônia Juliano Moreira, passando por Curicica, Jacarepaguá, Camorim, Vargem Pequena e Vargem Grande e terminava na serra da Grota Funda, no Recreio dos Bandeirantes. 
Enquanto Martim governava o Rio, Gonçalo ocupava a sua sesmaria. Construiu o Engenho do Camorim e arrendou boa parte das propriedades. Estes domínios de Gonçalo, se transformaram em povoações; enquanto os de Martim, até hoje mantém dois únicos exemplares do passado rural. 
Nas primeiras décadas do século XVII, nas imediações da Pedra do Galo, já havia razoável povoamento, em virtude dos diversos arrendamentos feitos por Correia de Sá, que se manteve no governo desde 1602 até 1608, tornando a ser nomeado governador depois em 1618. Entre 1620 e 1622, Martim Correia de Sá foi capitão-mor de São Vicente.  Francisco Fajardo governou interinamente o Rio de Janeiro, de 1620 a 1623, quando Correia de Sá voltou a tomar posse do governo, que conservou até 1630. 
Martim Correia de Sá fundou a aldeia de São Pedro de Cabo Frio, depois de ter tratado, durante o tempo em que exerceu o governo, de fortificar a cidade. Em 1630 foi substituído pelo novo governador Duarte Correia Vasqueanes (ou Vasques Eanes), seu tio.

## Governo do Rio de Janeiro
Foi o primeiro carioca a assumir o governo do Rio de Janeiro, e por duas vezes. Foi administrador enérgico e capaz, e esforçou-se pelo progresso da capitânia. Já se distinguira por serviços prestados no Brasil, onde o pai lhe confiara vários encargos de responsabilidade, e na Europa, onde se casara com D. Maria de Mendoza y Benevides (ou Benavides), senhora espanhola, filha do governador de Cádis, D. Manuel de Mendoza. Desse matrimónio nasceu Salvador Correia de Sá e Benevides, o restaurador de Angola.
No primeiro governo de 1602 a 1608, ocupou-se em melhorar e ampliar as fortificações e obras de defesa da cidade, tendo construído o Fortim de Santa Cruz, no local onde hoje se ergue a Igreja de Santa Cruz dos Militares. Organizou mais uma expedição contra os franceses instalados em Cabo Frio, tendo trazido numerosos prisioneiros. 
Fez aos frades franciscanos a doação do Morro de Santo Antônio para construção de seu convento.
Durante o seu governo, uma previsão real concedeu à Misericórdia do Rio de Janeiro os mesmos privilégios e prerrogativas de que gozava a Santa Casa da Misericórdia de Lisboa.
Sertanista, foi também comerciante de pau-brasil e caçador de índios. 
Ao morrer em 10 de junho de 1611 em São Paulo, D. Francisco de Sousa deixou o governo a seu filho segundo, D. Luís de Sousa, continuador de sua obra, o qual investiu nas descobertas de Salvador Correia de Sá o Velho, de seu filho Martim Correia de Sá e de seu neto Salvador Correia de Sá e Benevides. Mas as  pretendidas minas de prata não apareceram. Este governador-geral D. Francisco de Sousa era grande amigo da Companhia de Jesus e incansável propulsor dos Paulistas ao sertão, mas sua morte o impediu de assistir às dissensões entre os Paulistas e os jesuítas, às cenas violentas a propósito da escravidão dos índios já desde 1611.
D. Luis de Sousa governou na ausência do irmão mais velho, D. Antônio de Sousa, desde 12 de junho de 1611 até a chegada de Gaspar de Sousa.
Martim teve a superintendência das Minas descobertas no Espírito Santo e em Paranaguá, sobre o que lhe fora dado pelo rei Filipe III um Regimento em Valladolid, em 15 de agosto de 1603. 
Antes de 1601 já estivera em Potosí, a grande montanha de prata na atual Bolívia, com um frade trinitário que tinha grande fama de mineiro. 
Em 14 de agosto de 1601 partiu para Portugal com nove barris de prata que D. Francisco de Sousa lhe confiou, trazidos do Alto Peru.
Permaneceu em Portugal de 1602 a 1613. 
Voltou ao Rio de Janeiro em 1615, para prosseguir nas diligências das minas. Seu alto ordenado deveria ser pago com as rendas do Rio de Janeiro, o que fez o governador Constantino Menelau se queixar da diminuição dos recursos... 
Em 1617, Martim de Sá estava em Lisboa, de acordo com documentos do Arquivo Histórico Colonial, e requereu providências em nome de seu pai, para continuar as explorações de que fora encarregado na costa do sul e na Capitania de São Vicente.
Nesta mesma época, requereu a Filipe II a administração das Minas, quando seu pai, idoso, viesse a falecer.
Em 20 de abril de 1617, recebeu ordem de ir ao Brasil, fazer descer ao Cabo Frio os índios necessários à defesa do porto, ameaçado por ingleses e holandeses.
Recebeu poderes especiais para superintender a costa das Capitanias de São Vicente e de Santos (pois no alto do planalto ficava São Paulo de Piratininga).
Foi, como seu pai, tios e primos, o administrador geral da donataria e o defensor das Capitanias do Sul. 
Do zelo com que soube ocupar-se dos encargos, falava claramente a exposição da Câmara do Rio, dirigida a Filipe II em fevereiro de 1623: «...depois que veio a esta cidade desse reino que vai em cinco anos tem esta costa tão quieta e livre de inimigos que até hoje é vindo a ela nenhum, andando de ordinário em roda viva correndo tem gastado nisso muito da sua fazenda com seus criados, escravos, embarcações, à sua custa em despesa mostrando o grande zelo que tem do serviço de v. Majestade...»

## Segundo período como governador do Rio de Janeiro
O novo e longo período de seu segundo governo, iniciado em 11 de junho de 1623, distinguiu-se por uma série de iniciativas. Foi projetada a construção da nova Casa da Câmara e Cadeia, na Várzea.
Fez-se a primeira tentativa para captação e canalização das águas do rio Carioca para abastecimento da cidade. Foi reconstruído o Forte de Nossa Senhora da Guia da Barra, atual Fortaleza de Santa Cruz, à entrada da barra.
No lugar do antigo Fortim de Santa Cruz, obsoleto, foi erguida a primitiva Igreja de Santa Cruz dos Militares. Criou as povoações de São Pedro da Aldeia, junto a Cabo Frio, e a de Angra dos Reis, em frente à Ilha Grande. Concedeu sesmarias nas terras dos Campos dos Goitacazes, iniciando o povoamento da antiga Capitania de São Tomé ou Capitania da Paraíba do Sul.
Em 19 de agosto de 1627 Martim de Sá concedeu em sesmaria as terras entre o rio Macaé e o cabo de São Tomé («desde o rio Macaé, correndo a costa, até o rio Iguaçu, ao Norte do cabo de São Tomé e para o sertão até o cume das serras») aos chamados famosos «[Sete Capitães do Rio de Janeiro]»  que eram seus parentes e amigos:  Gonçalo Correia de Sá, Manuel Correia de Sá (morto em 8 de janeiro de 1648), Duarte Correia Vasqueanes (morto em 23 de maio de 1650); Miguel Aires Maldonado, João de Castilho Pinto, Antônio Pinto e Miguel Riscado - os sete capitães eram moradores do Rio, pessoas notáveis na terra e usariam de sua fertilidade para nessas terras estabelecerem currais de gado, arriscando a ferocidade dos índios goitacazes. Depois, seriam espoliados pela própria família Correia de Sá. A intenção de Martim era povoar a região abandonada, desde que esgotado o comércio do pau-brasil.
O Padre Antônio Vieira em 1626 descreveu o cuidado e prudência de que Martim de Sá usou para defender o Rio dos ataques dos holandeses: a cidade ficou-lhe a dever não ter sido invadida. Sob comando do seu filho, Salvador Correia de Sá e Benevides, enviou uma expedição em socorro da Bahia tomada pelos holandeses.
Tão profícua sua administração que, em 1626, findo o prazo para o qual fora nomeado, foi reconduzido ao cargo por período indefinido, mantendo-se no governo da cidade até sua morte.
Morreu em 10 de agosto de 1632 sendo sepultado na igreja dos frades do Carmo.
Dele se diz que prestou relevantes serviços e teve amor e dedicação à Coroa. Era tenente-general dos Reais exércitos e vice-almirante das costas do mar do Sul. Tinha grande orgulho de seu nome e linhagem; e, cheio de solidariedade familiar, favoreceu os parentes, embora não tanto quanto os favoreceria seu filho... Tinha, ao morrer, extensas sesmarias na ilha do Governador, extensões de terra na Barra da Tijuca e em Jacarepaguá, terras no atual bairro carioca do Leme, propriedades com olarias no Catete.
Martim de Sá serviu ao Brasil, por mais de 50 anos, na obra de colonização do Rio de Janeiro, sendo substituído por Duarte Correia Vasqueanes, da sua família, que comandava a Fortaleza de São João e que governou interinamente apenas entre 1632 e 1633. Depois seguiu-se Rodrigo de Miranda Henriques.

## Casamento e descendência
Casado com D. Maria de Mendoza y Benevides, espanhola, filha de D. Manuel de Benevides (alcaide-mor e castelão da Fortaleza de Santa Catarina da Ilha de Cadiz, mestre de campo de todas as milícias da Andaluzia e Reino de Jaén, governador da cidade de Cadiz) e de Cecilia Bourman (filha de Hugh Bourman, cônsul inglês em Sevilha e Sanlúcar de Barrameda, e prima-irmã de Jane Dormer, dama honra de Maria Tudor e mulher de Gómez Suárez de Figueroa y Córdoba, 1° duque de Feria).
Da união nasceram três filhos:
1. Salvador Correia de Sá e Benevides, capitão-mor da Capitania do Rio de Janeiro (nascido entre 1594 e 1602), conquistador de Angola, casado com Catarina de Velasco;
2. Manuel Correia Vasques (nascido por volta de 1600), casado com Maria de Alvarenga.
3. D. Cecília de Souza, morta jovem em Lisboa, onde fora se casar.